# 황진이의 첫사랑
"황진이의 첫사랑"은 1969년 공개된 대한민국의 영화이다.

## 배역
- 김지미
- 김진규
- 김대룡
- 김동원
- 이빈화
- 한은진
- 김용연
- 어윤길
- 추봉
- 양훈
- 최삼
- 장훈
- 유계선
- 정애란
- 김신재
- 권영주
- 김은옥
- 나정옥
- 문미봉